# Klaus-Dieter Gruber
Klaus-Dieter „Kade“ Gruber (* 1961 in Ulm) ist ein deutscher Szenenbildner.

## Leben
K.D. Gruber studierte in Berlin Architektur und Kunstgeschichte. Anfang der 1990er Jahre begann er seine Arbeit als Szenenbildner. Seit dieser Zeit arbeitet er für den Regisseur Christian Petzold ab dessen Debütfilm Pilotinnen von 1995.
Im Jahr 2014 wurde er mit dem Grimme-Preis für seine Arbeit an dem Film „Grenzgang“ (Regie: Brigitte Maria Bertele) ausgezeichnet.

## Filmographie (Auswahl)
- 1995: Pilotinnen
- 1996: Cuba Libre
- 1998: Die Beischlafdiebin
- 2000: Die innere Sicherheit
- 2001–2005: Im Namen des Gesetzes (Fernsehserie, 18 Folgen)
- 2003: Wolfsburg
- 2005: Gespenster
- 2007: Yella
- 2008: Jerichow
- 2010: Der Mann der über Autos sprang
- 2011: Der Brand
- 2012: Inseln vor dem Wind, TV-Film, ARD
- 2012: Barbara
- 2012: Sechs auf einen Streich – Schneeweißchen und Rosenrot, TV-Film, ARD
- 2013: Grenzgang, TV-Film, WDR
- 2014: Phoenix
- 2015: Polizeiruf 110: Kreise, BR
- 2014: Polizeiruf 110: Hexenjagd, rbb
- 2016: Polizeiruf 110: Wölfe
- 2015: Unterm Radar, TV-Film, ARD
- 2016: Kommissarin Louise Bonì – Jäger in der Nacht, TV-Reihe, ARD
- 2017: Leanders letzte Reise
- 2017: Die Unsichtbaren – Wir wollen leben
- 2018: Transit
- 2019: Dengler – Brennende Kälte, TV-Film (Reihe), ZDF
- 2018: Polizeiruf 110: Tatorte
- 2020: Unsere wunderbaren Jahre (Dreiteiler)
- 2021: Das Haus